# 아웃 오브 아프리카
《아웃 오브 아프리카》(Out of Africa)는 시드니 폴락 제작, 감독의 1985년 로맨스 영화이다. 로버트 레드퍼드와 메릴 스트립이 주연으로 출연하였다. 이 영화는 덴마크의 작가 카렌 블릭센의 자서전 Out of Africa(1937년)에 어느 정도 기반을 두고 있다. 여기에 블릭센의 Shadows on the Grass 등의 책도 참고되었다. 이 영화는 아카데미상 일곱 개 부문 수상을 포함하여 28개의 영화상을 받았다. 이 영화는 28,000,000 달러의 예산이 들었고, 박스오피스 수익으로는 128,499,205 달러를 벌어들였다.

## 줄거리
덴마크에 사는 카렌 브릭슨은 막대한 재산을 가진 독신 여성이다. 마침내 그녀는 스웨덴 귀족 브로르 블릭센 남작과 결혼하며 그녀가 소유한 커피 농장이 있는 케냐로 여행을 떠난다. 케냐 땅에서 결혼식을 올리고 행복한 신혼 생활을 맞이할까 싶었던 카렌이었지만, 농장 경영 방침을 놓고 브로르와의 대립이 격화되고 있던 어느 날, 그녀는 데니스라는 모험가 남자를 만나는데...

## 출연
- 메릴 스트립 - 카렌 역
- 로버트 레드포드 - 데니스 역
- 클라우스 마리아 브란다워 (Klaus Maria Brandauer) - 브롤 역
- 마이클 키친 - 버클릭 콜 역
- 셰인 리머 - 벨크냅 역
- 맬릭 보언스 - 파라 역

## 한국판 성우진 (MBC, 1990년 12월 1일)
- 박일 - 데니스 (로버트 레드포드)
- 장유진 - 카렌 (메릴 스트립)
- 이윤연 - 브롤 (클라우스 마리아 브란다워)

## 사운드 트랙
MCA 레코드판
1. "Main Title (I Had a Farm in Africa)" (3:14)
2. "I'm Better at Hello (Karen's Theme I)" (1:18)
3. "Have You Got a Story For Me" (1:14)
4. "Concerto For Clarinet and Orchestra in A (K. 622)" (2:49) - 볼프강 아마데우스 모차르트, 공연: 아카데미 실내 관현악단
5. "Safari" (2:44)
6. "Karen's Journey/Siyawe" (4:50) - 아프리카 전통 음악 포함
7. "Flying Over Africa" (3:25)
8. "I Had a Compass From Denys (Karen's Theme II)" (2:31)
9. "Alone on the Farm" (1:56)
10. "Let the Rest of the World Go By" (3:17) - Ernest R. Ball, J. Keirn Brennan
11. "If I Know a Song of Africa (Karen's Theme III)" (2:12)
12. "End Title (You Are Karen)" (4:01)

Varèse Sarabande 재녹음
1. "I Had a Farm (Main Title)" (3:12)
2. "Alone on the Farm" (1:00)
3. "Karen and Denys" (0:48)
4. "Have You Got a Story For Me" (1:21)
5. "I'm Better at Hello" (1:24)
6. "Mozart: clarinet concerto in A Major: K622 (Adagio)" (7:39) - 볼프강 아마데우스 모차르트
7. "Karen's Journey Starts" (3:41)
8. "Karen's Journey Ends" (1:00)
9. "Karen's Return From Border" (1:33)
10. "Karen Builds a School" (1:19)
11. "Harvest" (2:02)
12. "Safari" (2:35)
13. "Flight Over Africa" (2:41)
14. "Beach at Night" (0:58)
15. "You'll Keep Me Then" (0:58)
16. "If I Knew a Song of Africa" (2:23)
17. "You Are Karen M'Sabu" (1:17)
18. "Out of Africa (End Credits)" (2:49)